# Manchester United Football Club 2021-2022
Questa voce raccoglie le informazioni riguardanti il Manchester United Football Club nelle competizioni ufficiali della stagione 2021-2022.

## Stagione
Dopo il secondo posto in campionato nella stagione precedente, il Manchester United opera un'ingente campagna di rafforzamento: a centrocampo arriva l'inglese Jadon Sancho, acquistato dal Borussia Dortmund per 85 milioni di euro e ingaggiato con un contratto quinquennale, mentre in difesa il rinforzo prescelto è il francese Raphaël Varane, acquistato dal Real Madrid e ingaggiato con un contratto quadriennale. A fine agosto i Red Devils annunciano una delle operazioni più importanti del mercato estivo a livello mondiale: dopo dodici anni, il portoghese Cristiano Ronaldo fa ritorno al Manchester United, che lo acquista dalla Juventus per 15 milioni di euro più 8 milioni di bonus e lo ingaggia con un contratto biennale. A completare la rosa arriva l'esperto portiere Tom Heaton, svincolato dopo l'ultima stagione all'Aston Villa. A salutare sono il difensore Brandon Williams, mandato in prestito al Norwich City, e l'attaccante Daniel James, ceduto al Leeds Utd per 29,1 milioni di euro. In Premier League i Red Devils sono protagonisti di un'annata deludente e terminano sesti, dovendo accontentarsi della qualificazione in Europa League. Nella coppe nazionali arrivano due eliminazioni, al terzo turno contro il West Ham Utd in League Cup e al quarto turno contro il Middlesbrough in FA Cup. In Champions League, dopo aver chiuso al primo posto il proprio raggruppamento, i Red Devils vengono eliminati dall'Atlético Madrid agli ottavi di finale.

## Maglie e sponsor
Il fornitore tecnico per la stagione 2021-2022 è Adidas, al settimo anno di sponsorizzazione con i Red Devils, mentre cambia lo sponsor ufficiale, con TeamViewer che da questa stagione sostituisce Chevrolet.
| Casa | Trasferta | Terza divisa |

## Rosa

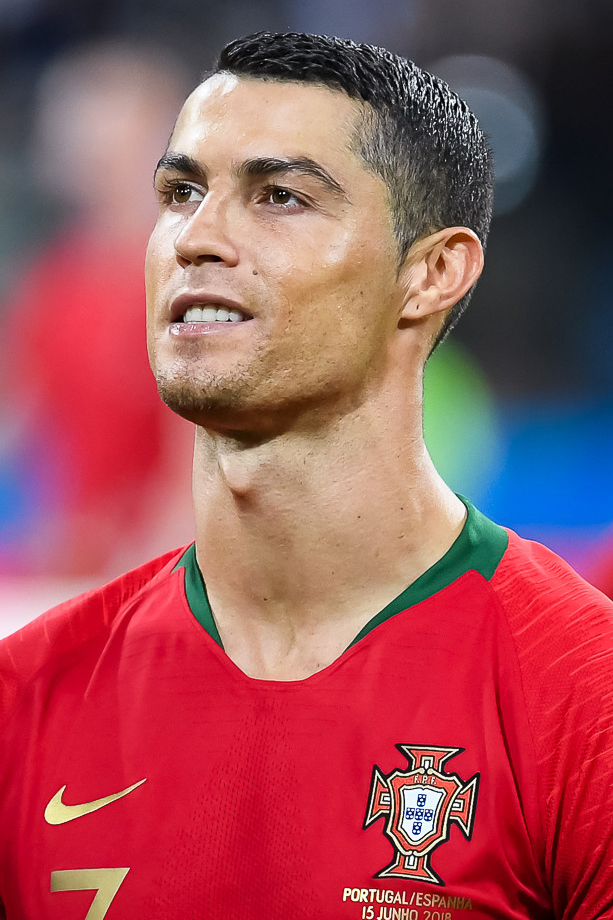
Il fuoriclasse portoghese Cristiano Ronaldo fa ritorno al Manchester United a dodici anni dalla prima esperienza con i Red Devils.

Rosa e numerazione aggiornate al 31 gennaio 2022.
| N. |                           | Ruolo | Calciatore               |
| -- | ------------------------- | ----- | ------------------------ |
| 1  | Spagna (bandiera)         | P     | David de Gea             |
| 2  | Svezia (bandiera)         | D     | Victor Lindelöf          |
| 3  | Costa d'Avorio (bandiera) | D     | Eric Bailly              |
| 4  | Inghilterra (bandiera)    | D     | Phil Jones               |
| 5  | Inghilterra (bandiera)    | D     | Harry Maguire (capitano) |
| 6  | Francia (bandiera)        | C     | Paul Pogba               |
| 7  | Portogallo (bandiera)     | A     | Cristiano Ronaldo        |
| 8  | Spagna (bandiera)         | C     | Juan Mata                |
| 9  | Francia (bandiera)        | A     | Anthony Martial          |
| 10 | Inghilterra (bandiera)    | A     | Marcus Rashford          |
| 11 | Inghilterra (bandiera)    | A     | Mason Greenwood          |
| 13 | Inghilterra (bandiera)    | P     | Lee Grant                |
| 14 | Inghilterra (bandiera)    | C     | Jesse Lingard            |
| 15 | Brasile (bandiera)        | C     | Andreas Pereira          |
| 16 | Costa d'Avorio (bandiera) | A     | Amad Diallo              |
| 17 | Brasile (bandiera)        | C     | Fred                     |
| 18 | Portogallo (bandiera)     | C     | Bruno Fernandes          |
| 19 | Francia (bandiera)        | D     | Raphaël Varane           |
| 20 | Portogallo (bandiera)     | D     | Diogo Dalot              |
| 21 | Galles (bandiera)         | C     | Daniel James             |
| 21 | Uruguay (bandiera)        | A     | Edinson Cavani           |

| N. |                        | Ruolo | Calciatore        |
| -- | ---------------------- | ----- | ----------------- |
| 22 | Inghilterra (bandiera) | P     | Tom Heaton        |
| 23 | Inghilterra (bandiera) | D     | Luke Shaw         |
| 25 | Inghilterra (bandiera) | A     | Jadon Sancho      |
| 26 | Inghilterra (bandiera) | P     | Dean Henderson    |
| 27 | Brasile (bandiera)     | D     | Alex Telles       |
| 28 | Uruguay (bandiera)     | C     | Facundo Pellistri |
| 29 | Inghilterra (bandiera) | D     | Aaron Wan-Bissaka |
| 30 | Inghilterra (bandiera) | P     | Nathan Bishop     |
| 31 | Serbia (bandiera)      | C     | Nemanja Matić     |
| 33 | Inghilterra (bandiera) | D     | Brandon Williams  |
| 34 | Paesi Bassi (bandiera) | C     | Donny van de Beek |
| 36 | Svezia (bandiera)      | A     | Anthony Elanga    |
| 37 | Inghilterra (bandiera) | C     | James Garner      |
| 38 | Inghilterra (bandiera) | D     | Axel Tuanzebe     |
| 39 | Scozia (bandiera)      | C     | Scott McTominay   |
| 43 | Inghilterra (bandiera) | D     | Teden Mengi       |
| 44 | Paesi Bassi (bandiera) | A     | Tahith Chong      |
| 46 | Tunisia (bandiera)     | C     | Hannibal Mejbri   |
| 47 | Inghilterra (bandiera) | A     | Shola Shoretire   |
| 51 | Rep. Ceca (bandiera)   | P     | Matěj Kovář       |

## Calciomercato

### Sessione estiva
| Acquisti         | Acquisti          | Acquisti          | Acquisti                                           |
| R.               | Nome              | da                | Modalità                                           |
| ---------------- | ----------------- | ----------------- | -------------------------------------------------- |
| P                | Tom Heaton        |                   | svincolato                                         |
| D                | Raphaël Varane    | Real Madrid       | definitivo (40 milioni €)                          |
| A                | Cristiano Ronaldo | Juventus          | definitivo (15 milioni € più 8 milioni € di bonus) |
| A                | Jadon Sancho      | Borussia Dortmund | definitivo (85 milioni €)                          |
| Altre operazioni |                   |                   |                                                    |
| R.               | Nome              | da                | Modalità                                           |
| D                | Diogo Dalot       | Milan             | fine prestito                                      |
| C                | James Garner      | Nottingham Forest | fine prestito                                      |
| C                | Andreas Pereira   | Lazio             | fine prestito                                      |
| A                | Tahith Chong      | Club Bruges       | fine prestito                                      |
| A                | Facundo Pellistri | Alavés            | fine prestito                                      |

| Cessioni         | Cessioni          | Cessioni          | Cessioni                    |
| R.               | Nome              | a                 | Modalità                    |
| ---------------- | ----------------- | ----------------- | --------------------------- |
| P                | Joel Pereira      |                   | svincolato                  |
| P                | Sergio Romero     |                   | svincolato                  |
| D                | Brandon Williams  | Norwich City      | prestito                    |
| C                | Andreas Pereira   | Flamengo          | prestito                    |
| A                | Daniel James      | Leeds Utd         | definitivo (29,1 milioni €) |
| Altre operazioni |                   |                   |                             |
| R.               | Nome              | a                 | Modalità                    |
| D                | Axel Tuanzebe     | Aston Villa       | prestito                    |
| C                | James Garner      | Nottingham Forest | prestito                    |
| A                | Tahith Chong      | Birmingham City   | prestito                    |
| A                | Facundo Pellistri | Alavés            | prestito                    |

### Sessione invernale
| Acquisti | Acquisti      | Acquisti    | Acquisti      |
| R.       | Nome          | da          | Modalità      |
| -------- | ------------- | ----------- | ------------- |
| D        | Axel Tuanzebe | Aston Villa | fine prestito |

| Cessioni | Cessioni          | Cessioni | Cessioni |
| R.       | Nome              | a        | Modalità |
| -------- | ----------------- | -------- | -------- |
| D        | Axel Tuanzebe     | Napoli   | prestito |
| C        | Donny van de Beek | Everton  | prestito |
| A        | Amad Diallo       | Rangers  | prestito |
| A        | Anthony Martial   | Siviglia | prestito |

## Risultati

### Premier League

#### Girone di andata
| Arbitro: | Tierney |

|                                                |           |            |
| Fernandes 30’, 54’, 60’ Greenwood 52’ Fred 68’ | Marcatori | 49’ Ayling |

| Arbitro: | Pawson |

|                 |           |               |
| Fred 30’ (aut.) | Marcatori | 55’ Greenwood |

| Arbitro: | Dean |

|  |           |               |
|  | Marcatori | 80’ Greenwood |

| Arbitro: | Taylor |

|                                                |           |               |
| Ronaldo 45+2’, 62’ Fernandes 80’ Lingard 90+2’ | Marcatori | 56’ Manquillo |

| Arbitro: | Atkinson |

|              |           |                         |
| Benrahma 30’ | Marcatori | 35’ Ronaldo 89’ Lingard |

| Arbitro: | Dean |

|  |           |           |
|  | Marcatori | 88’ Hause |

| Arbitro: | Oliver |

|             |           |              |
| Martial 43’ | Marcatori | 65’ Townsend |

| Arbitro: | Pawson |

|                                                |           |                            |
| Tielemans 31’ Söyüncü 78’ Vardy 83’ Daka 90+1’ | Marcatori | 19’ Greenwood 82’ Rashford |

| Arbitro: | Taylor |

|  |           |                                         |
|  | Marcatori | 5’ Keïta 13’ Jota 38’, 45+5’, 50’ Salah |

| Arbitro: | Attwell |

|  |           |                                     |
|  | Marcatori | 39’ Ronaldo 64’ Cavani 86’ Rashford |

| Arbitro: | Oliver |

|  |           |                              |
|  | Marcatori | 7’ (aut.) Bailey 45+2’ Silva |

| Arbitro: | Moss |

|                                                 |           |                 |
| King 28’ Sarr 44’ João Pedro 90+2’ Dennis 90+6’ | Marcatori | 50’ van de Beek |

| Arbitro: | Taylor |

|                     |           |            |
| Jorginho 69’ (rig.) | Marcatori | 50’ Sancho |

| Arbitro: | Atkinson |

|                                       |           |                             |
| Fernandes 44’ Ronaldo 52’, 70’ (rig.) | Marcatori | 14’ Smith Rowe 55’ Ødegaard |

| Arbitro: | Pawson |

|          |           |  |
| Fred 77’ | Marcatori |  |

| Arbitro: | England |

|  |           |                    |
|  | Marcatori | 75’ (rig.) Ronaldo |

| Arbitro: | Marriner |

|           |           |                                       |
| Toney 85’ | Marcatori | 55’ Elanga 62’ Greenwood 77’ Rashford |

| Arbitro: | Bankes |

|                             |           |  |
| Ronaldo 51’ Fernandes 90+7’ | Marcatori |  |

| Arbitro: | Pawson |

|                  |           |            |
| Saint-Maximin 7’ | Marcatori | 71’ Cavani |

#### Girone di ritorno
| Arbitro: | Moss |

|                                         |           |            |
| McTominay 8’ Mee 27’ (aut.) Ronaldo 35’ | Marcatori | 38’ Lennon |

| Arbitro: | Dean |

|  |           |              |
|  | Marcatori | 82’ Moutinho |

| Arbitro: | Coote |

|                         |           |                         |
| Ramsey 77’ Coutinho 81’ | Marcatori | 6’, 67’ Bruno Fernandes |

| Arbitro: | Moss |

|                |           |  |
| Rashford 90+3’ | Marcatori |  |

| Arbitro: | Dean |

|               |           |           |
| Rodriguez 47’ | Marcatori | 18’ Pogba |

| Arbitro: | Atwell |

|            |           |           |
| Sancho 21’ | Marcatori | 48’ Adams |

| Arbitro: | Tierney |

|                          |           |                                                 |
| Rodrigo 21’ Raphinha 21’ | Marcatori | 34’ Maguire 45+5’ Fernandes 70’ Fred 88’ Elanga |

| Manchester 26 febbraio 2022, ore 15:00 GMT 27ª giornata | Manchester Utd | 0 – 0 referto | Watford | Old Trafford (73 152 spett.)\| Arbitro: \| Friend \| |
| Arbitro:                                                | Friend         |               |         |                                                      |

| Arbitro: | Oliver |

|                                     |           |            |
| De Bruyne 5’, 28’ Mahrez 68’, 90+1’ | Marcatori | 22’ Sancho |

| Arbitro: | Moss |

|                       |           |                                    |
| Ronaldo 12’, 38’, 81’ | Marcatori | 35’ (rig.) Kane 72’ (aut.) Maguire |

| Arbitro: | Atkinson |

|                                 |           |  |
| Díaz 5’ Salah 22’, 85’ Mané 68’ | Marcatori |  |

| Arbitro: | Marriner |

|          |           |               |
| Fred 66’ | Marcatori | 63’ Ịheanachọ |

| Arbitro: | Moss |

|            |           |  |
| Gordon 27’ | Marcatori |  |

| Arbitro: | Madley |

|                      |           |                        |
| Ronaldo 7’, 32’, 76’ | Marcatori | 45+1’ Dowell 52’ Pukki |

| Arbitro: | Pawson |

|                                      |           |             |
| Tavares 3’ Saka 32’ (rig.) Xhaka 70’ | Marcatori | 34’ Ronaldo |

| Arbitro: | Kavanagh |

|                                            |           |  |
| Fernandes 9’ Ronaldo 61’ (rig.) Varane 72’ | Marcatori |  |

| Arbitro: | Madley |

|                                                 |           |  |
| Caicedo 15’ Cucurella 49’ Groß 57’ Trossard 60’ | Marcatori |  |

| Arbitro: | Dean |

|             |           |            |
| Ronaldo 62’ | Marcatori | 60’ Alonso |

| Arbitro: | Atkinson |

|          |           |  |
| Zaha 37’ | Marcatori |  |

### FA Cup
| Arbitro: | Oliver |

|              |           |  |
| McTominay 8’ | Marcatori |  |

| Arbitro: | Taylor |

|                                                            |                      |                                                          |
| Sancho 25’                                                 | Marcatori            | 64’ Crooks                                               |
| Mata Maguire Fred Ronaldo Fernandes McTominay Dalot Elanga | Tiri di rigore 7 – 8 | McNair Payero Howson Tavernier Bamba Watmore Fry Peltier |

### EFL Cup
| Arbitro: | Moss |

|  |           |            |
|  | Marcatori | 9’ Lanzini |

### UEFA Champions League

#### Fase a gironi
| Arbitro: | Letexier |

|                               |           |             |
| Ngamaleu 66’ Siebatcheu 90+5’ | Marcatori | 13’ Ronaldo |

| Arbitro: | Zwayer |

|                          |           |             |
| Telles 60’ Ronaldo 90+5’ | Marcatori | 53’ Alcácer |

| Arbitro: | Marciniak |

|                                      |           |                         |
| Rashford 53’ Maguire 75’ Ronaldo 81’ | Marcatori | 15’ Pašalić 28’ Demiral |

| Arbitro: | Vinčić |

|                       |           |                      |
| Iličić 12’ Zapata 56’ | Marcatori | 45+1’, 90+1’ Ronaldo |

| Arbitro: | Brych |

|  |           |                        |
|  | Marcatori | 78’ Ronaldo 90’ Sancho |

| Arbitro: | Bastien |

|              |           |            |
| Greenwood 9’ | Marcatori | 42’ Rieder |

#### Fase a eliminazione diretta
| Arbitro: | Hațegan |

|          |           |            |
| Félix 7’ | Marcatori | 80’ Elanga |

| Arbitro: | Vinčić |

|  |           |          |
|  | Marcatori | 41’ Lodi |

## Statistiche

### Statistiche di squadra
Statistiche aggiornate al 22 maggio 2022.
| Competizione     | Punti | In casa | In casa | In casa | In casa | In casa | In casa | In trasferta | In trasferta | In trasferta | In trasferta | In trasferta | In trasferta | Totale | Totale | Totale | Totale | Totale | Totale | DR |
| Competizione     | Punti | G       | V       | N       | P       | Gf      | Gs      | G            | V            | N            | P            | Gf           | Gs           | G      | V      | N      | P      | Gf     | Gs     | DR |
| ---------------- | ----- | ------- | ------- | ------- | ------- | ------- | ------- | ------------ | ------------ | ------------ | ------------ | ------------ | ------------ | ------ | ------ | ------ | ------ | ------ | ------ | -- |
| Premier League   | 58    | 19      | 10      | 5       | 4       | 32      | 22      | 19           | 6            | 5            | 8            | 25           | 35           | 38     | 16     | 10     | 12     | 57     | 57     | 0  |
| FA Cup           | -     | 2       | 1       | 1       | 0       | 2       | 1       | 0            | 0            | 0            | 0            | 0            | 0            | 2      | 1      | 1      | 0      | 2      | 1      | +1 |
| League Cup       | -     | 1       | 0       | 0       | 1       | 0       | 1       | 0            | 0            | 0            | 0            | 0            | 0            | 1      | 0      | 0      | 1      | 0      | 1      | -1 |
| Champions League | 11    | 4       | 2       | 1       | 1       | 6       | 5       | 4            | 1            | 2            | 1            | 6            | 5            | 8      | 3      | 3      | 2      | 12     | 10     | +2 |
| Totale           | -     | 26      | 13      | 7       | 6       | 40      | 29      | 23           | 7            | 7            | 9            | 31           | 40           | 49     | 20     | 14     | 15     | 71     | 69     | +2 |

### Andamento in campionato
| Giornata  | 1 | 2 | 3 | 4 | 5 | 6 | 7 | 8 | 9 | 10 | 11 | 12 | 13 | 14 | 15 | 16 | 17 | 18 | 19 | 20 | 21 | 22 | 23 | 24 | 25 | 26 | 27 | 28 | 29 | 30 | 31 | 32 | 33 | 34 | 35 | 36 | 37 | 38 |
| --------- | - | - | - | - | - | - | - | - | - | -- | -- | -- | -- | -- | -- | -- | -- | -- | -- | -- | -- | -- | -- | -- | -- | -- | -- | -- | -- | -- | -- | -- | -- | -- | -- | -- | -- | -- |
| Luogo     | C | T | T | C | T | C | C | T | C | T  | C  | T  | T  | C  | C  | T  | T  | C  | T  | C  | C  | T  | C  | T  | C  | T  | C  | T  | C  | T  | C  | T  | C  | T  | C  | T  | C  | T  |
| Risultato | V | N | V | V | V | P | N | P | P | V  | P  | P  | N  | V  | V  | V  | V  | V  | N  | V  | P  | N  | V  | N  | N  | V  | N  | P  | V  | P  | N  | P  | V  | P  | V  | P  | N  | P  |
| Posizione | 1 | 8 | 3 | 1 | 3 | 4 | 4 | 5 | 7 | 5  | 6  | 8  | 8  | 7  | 6  | 5  | 6  | 6  | 7  | 6  | 7  | 7  | 4  | 6  | 5  | 4  | 4  | 5  | 5  | 6  | 7  | 7  | 6  | 6  | 6  | 6  | 6  | 6  |

Legenda:

Luogo: C = Casa; T = Trasferta. Risultato: V = Vittoria; N = Pareggio; P = Sconfitta.

### Statistiche dei giocatori
Sono in corsivo i calciatori che hanno lasciato la società a stagione in corso.
| Giocatore      | Premier League | Premier League | Premier League | Premier League | FA Cup   | FA Cup | FA Cup      | FA Cup     | Football League Cup | Football League Cup | Football League Cup | Football League Cup | UEFA Champions League | UEFA Champions League | UEFA Champions League | UEFA Champions League | Totale   | Totale | Totale      | Totale     |
| Giocatore      | Presenze       | Reti           | Ammonizioni    | Espulsioni     | Presenze | Reti   | Ammonizioni | Espulsioni | Presenze            | Reti                | Ammonizioni         | Espulsioni          | Presenze              | Reti                  | Ammonizioni           | Espulsioni            | Presenze | Reti   | Ammonizioni | Espulsioni |
| -------------- | -------------- | -------------- | -------------- | -------------- | -------- | ------ | ----------- | ---------- | ------------------- | ------------------- | ------------------- | ------------------- | --------------------- | --------------------- | --------------------- | --------------------- | -------- | ------ | ----------- | ---------- |
| E. Bailly      | 4              | 0              | 1              | 0              | 0        | 0      | 0           | 0          | 1                   | 0                   | 0                   | 0                   | 2                     | 0                     | 0                     | 0                     | 7        | 0      | 1           | 0          |
| E. Cavani      | 15             | 2              | 0              | 0              | 1        | 0      | 0           | 0          | 0                   | 0                   | 0                   | 0                   | 4                     | 0                     | 1                     | 0                     | 20       | 2      | 1           | 0          |
| D. Dalot       | 24             | 0              | 4              | 0              | 2        | 0      | 1           | 0          | 1                   | 0                   | 0                   | 0                   | 3                     | 0                     | 1                     | 0                     | 30       | 0      | 6           | 0          |
| D. de Gea      | 38             | -57            | 0              | 0              | 1        | 0      | 0           | 0          | 0                   | 0                   | 0                   | 0                   | 7                     | -9                    | 0                     | 0                     | 46       | -66    | 0           | 0          |
| A. Diallo      | 0              | 0              | 0              | 0              | 0        | 0      | 0           | 0          | 0                   | 0                   | 0                   | 0                   | 1                     | 0                     | 0                     | 0                     | 1        | 0      | 0           | 0          |
| A. Elanga      | 21             | 2              | 0              | 0              | 2        | 0      | 0           | 0          | 1                   | 0                   | 0                   | 0                   | 3                     | 1                     | 0                     | 0                     | 27       | 3      | 0           | 0          |
| B. Fernandes   | 36             | 10             | 10             | 0              | 2        | 0      | 0           | 0          | 1                   | 0                   | 0                   | 0                   | 7                     | 0                     | 0                     | 0                     | 46       | 10     | 10          | 0          |
| Fred           | 28             | 4              | 5              | 0              | 2        | 0      | 2           | 0          | 0                   | 0                   | 0                   | 0                   | 6                     | 0                     | 1                     | 0                     | 36       | 4      | 8           | 0          |
| A. Garnacho    | 2              | 0              | 0              | 0              | 0        | 0      | 0           | 0          | 0                   | 0                   | 0                   | 0                   | 0                     | 0                     | 0                     | 0                     | 2        | 0      | 0           | 0          |
| J. Garner      | 0              | 0              | 0              | 0              | 0        | 0      | 0           | 0          | 0                   | 0                   | 0                   | 0                   | 0                     | 0                     | 0                     | 0                     | 0        | 0      | 0           | 0          |
| L. Grant       | 0              | 0              | 0              | 0              | 0        | 0      | 0           | 0          | 0                   | 0                   | 0                   | 0                   | 0                     | 0                     | 0                     | 0                     | 0        | 0      | 0           | 0          |
| M. Greenwood   | 18             | 5              | 1              | 0              | 1        | 0      | 0           | 0          | 1                   | 0                   | 0                   | 0                   | 4                     | 1                     | 1                     | 0                     | 24       | 6      | 2           | 0          |
| T. Heaton      | 0              | 0              | 0              | 0              | 0        | 0      | 0           | 0          | 0                   | 0                   | 0                   | 0                   | 1                     | 0                     | 0                     | 0                     | 1        | 0      | 0           | 0          |
| D. Henderson   | 0              | 0              | 0              | 0              | 1        | -1     | 0           | 0          | 1                   | -1                  | 0                   | 0                   | 1                     | -1                    | 0                     | 0                     | 3        | -3     | 0           | 0          |
| Z. Iqbal       | 0              | 0              | 0              | 0              | 0        | 0      | 0           | 0          | 0                   | 0                   | 0                   | 0                   | 1                     | 0                     | 0                     | 0                     | 1        | 0      | 0           | 0          |
| D. James       | 2              | 0              | 0              | 0              | 0        | 0      | 0           | 0          | 0                   | 0                   | 0                   | 0                   | 0                     | 0                     | 0                     | 0                     | 2        | 0      | 0           | 0          |
| P. Jones       | 4              | 0              | 0              | 0              | 1        | 0      | 0           | 0          | 0                   | 0                   | 0                   | 0                   | 0                     | 0                     | 0                     | 0                     | 5        | 0      | 0           | 0          |
| V. Lindelöf    | 28             | 0              | 4              | 0              | 1        | 0      | 0           | 0          | 1                   | 0                   | 0                   | 0                   | 5                     | 0                     | 1                     | 0                     | 35       | 0      | 5           | 0          |
| J. Lingard     | 16             | 2              | 1              | 0              | 1        | 0      | 0           | 0          | 1                   | 0                   | 0                   | 0                   | 4                     | 0                     | 0                     | 0                     | 22       | 2      | 1           | 0          |
| H. Maguire     | 30             | 1              | 9              | 1              | 1        | 0      | 0           | 0          | 0                   | 0                   | 0                   | 0                   | 6                     | 1                     | 0                     | 0                     | 37       | 2      | 9           | 1          |
| A. Martial     | 8              | 1              | 0              | 0              | 0        | 0      | 0           | 0          | 1                   | 0                   | 0                   | 0                   | 2                     | 0                     | 0                     | 0                     | 11       | 1      | 0           | 0          |
| J. Mata        | 7              | 0              | 0              | 0              | 1        | 0      | 0           | 0          | 1                   | 0                   | 0                   | 0                   | 3                     | 0                     | 0                     | 0                     | 12       | 0      | 0           | 0          |
| N. Matić       | 23             | 0              | 3              | 0              | 0        | 0      | 0           | 0          | 1                   | 0                   | 0                   | 0                   | 8                     | 0                     | 2                     | 0                     | 32       | 0      | 5           | 0          |
| S. McTominay   | 30             | 1              | 9              | 0              | 2        | 1      | 0           | 0          | 0                   | 0                   | 0                   | 0                   | 5                     | 0                     | 1                     | 0                     | 37       | 2      | 10          | 0          |
| H. Mejbri      | 2              | 0              | 2              | 0              | 0        | 0      | 0           | 0          | 0                   | 0                   | 0                   | 0                   | 0                     | 0                     | 0                     | 0                     | 2        | 0      | 2           | 0          |
| T. Mengi       | 0              | 0              | 0              | 0              | 0        | 0      | 0           | 0          | 0                   | 0                   | 0                   | 0                   | 1                     | 0                     | 0                     | 0                     | 1        | 0      | 0           | 0          |
| A. Pereira     | 0              | 0              | 0              | 0              | 0        | 0      | 0           | 0          | 0                   | 0                   | 0                   | 0                   | 0                     | 0                     | 0                     | 0                     | 0        | 0      | 0           | 0          |
| P. Pogba       | 20             | 1              | 7              | 1              | 1        | 0      | 1           | 0          | 0                   | 0                   | 0                   | 0                   | 6                     | 0                     | 0                     | 0                     | 27       | 1      | 8           | 1          |
| M. Rashford    | 25             | 4              | 2              | 0              | 2        | 0      | 0           | 0          | 0                   | 0                   | 0                   | 0                   | 5                     | 1                     | 1                     | 0                     | 32       | 5      | 3           | 0          |
| C. Ronaldo     | 30             | 18             | 8              | 0              | 1        | 0      | 0           | 0          | 0                   | 0                   | 0                   | 0                   | 7                     | 6                     | 1                     | 0                     | 38       | 24     | 9           | 0          |
| J. Sancho      | 29             | 3              | 0              | 0              | 1        | 1      | 0           | 0          | 1                   | 0                   | 0                   | 0                   | 7                     | 1                     | 0                     | 0                     | 38       | 5      | 0           | 0          |
| C. Savage      | 0              | 0              | 0              | 0              | 0        | 0      | 0           | 0          | 0                   | 0                   | 0                   | 0                   | 1                     | 0                     | 0                     | 0                     | 1        | 0      | 0           | 0          |
| L. Shaw        | 20             | 0              | 8              | 0              | 2        | 0      | 1           | 0          | 0                   | 0                   | 0                   | 0                   | 5                     | 0                     | 2                     | 0                     | 27       | 0      | 11          | 0          |
| S. Shoretire   | 1              | 0              | 0              | 0              | 0        | 0      | 0           | 0          | 0                   | 0                   | 0                   | 0                   | 1                     | 0                     | 1                     | 0                     | 2        | 0      | 1           | 0          |
| A. Telles      | 21             | 0              | 1              | 0              | 0        | 0      | 0           | 0          | 1                   | 0                   | 0                   | 0                   | 4                     | 1                     | 2                     | 0                     | 26       | 1      | 3           | 0          |
| D. van de Beek | 8              | 1              | 0              | 0              | 1        | 0      | 0           | 0          | 1                   | 0                   | 0                   | 0                   | 4                     | 0                     | 1                     | 0                     | 14       | 1      | 1           | 0          |
| R. Varane      | 22             | 1              | 0              | 0              | 2        | 0      | 0           | 0          | 0                   | 0                   | 0                   | 0                   | 5                     | 0                     | 1                     | 0                     | 29       | 1      | 1           | 0          |
| A. Wan-Bissaka | 20             | 0              | 2              | 0              | 0        | 0      | 0           | 0          | 0                   | 0                   | 0                   | 0                   | 6                     | 0                     | 0                     | 1                     | 26       | 0      | 2           | 1          |
| B. Williams    | 0              | 0              | 0              | 0              | 0        | 0      | 0           | 0          | 0                   | 0                   | 0                   | 0                   | 0                     | 0                     | 0                     | 0                     | 0        | 0      | 0           | 0          |